# Бабер, Элис
Элис Бабер (англ. Alice Baber; 1928—1982) — американская художница абстрактного экспрессионизма, работавшая маслом и акварелью.
Была активной феминисткой, организовывала выставки работ женщин-художников.

## Биография
Родилась 22 августа 1928 года в городе Чарлстон, штат Иллинойс. Росла в Канзасе, штат Иллинойс и в Майами, штат Флорида, куда её семья отправлялась в зимнее время по совету врача из-за слабого здоровья Элис.
Девочка хотела стать художницей в раннем возрасте. Она вспоминала, что в пять лет решила быть либо поэтом, либо художницей. В восемь лет она уже изучала рисунок, а к двенадцати годам стала настолько подготовленной, что была зачислена в колледж. Когда началась Вторая мировая война, ежегодные поездки в тёплую Флориду прекратились.
Элис Бабер начала серьёзно изучать искусство, когда училась в женском колледже Lindenwood College for Women (ныне Линденвудский университет) в городе Saint Charles, штат Миссури, где провела два года, прежде чем перешла в Индианский университет в Блумингтоне. В университете она училась у фигуративного экспрессиониста Алтона Пикенса (Alton Pickens). Она получила степень магистра искусств (MFA) в 1951 году, после чего начала путешествовать по Европе. Некоторое время училась во французской Школе изящных искусств и жила в Париже в конце 1950-х — начале 1960-х годов. Во время нахождения Бабер в Европе она зарабатывала на жизнь писательством и была художественным редактором женского журнала McCall’s.
Бабер начала свою художественную карьеру, работая в основном маслом; экспериментировать с акварельными красками начала в 1950-х годах. Работа с акварелью положила началу изменению стиля художницы, когда она перешла от рисования натюрмортов к созданию более абстрактных работ, которые были сосредоточены на цвете и формах, таких как круг, являющегося лейтмотивом этих работ. С работами, где она использовала свет и тень, Элис Бабер была участником несколько выставок. Первая её персональная выставка состоялась в 1958 году в галерее March Gallery в Нью-Йорке (ныне 10th Street galleries). В том же году ей была предоставлена студийная резиденция в художественной колонии Yaddo Art Colony. В этот период времени Бабер начала разрабатывать в своих работах исследования, которые вытекали из «бесконечного диапазона возможностей» цвета и света в форме круга. Она говорила что искала «way to get the light moving across the whole thing»; и это творческое вдохновение стало основой её художественного подхода.
В 1959 году она показала картины по всей Европе, в том числе на первой «Jeune Biennale» в Американском культурном центре в Париже. В эти годы художница делала своё время между Францией и США.
В 1975 году Элис Бабер курировала выставку «Color, Light and Image» — международную экспозицию 125 женщин-художников в рамках празднования Международного года женщин, объявленного Организацией Объединённых Наций. Мероприятие проходило в центре Women’s Interart Center в Нью-Йорке.
С 1976 по 1978 год художница путешествовала по 13 латиноамериканским странам под эгидой Государственного департамента США, выставляя свои работы и читая лекции по искусству. В 1979 году Бабер была художницей-резиденткой в печатной мастерской Института Тамаринд. Она также преподавала и читала лекции по живописи, дизайну, цветной литографии и истории искусств в School of Visual Arts, C. W. Post College и Queens College.
Умерла от рака 2 октября 1982 года в Нью-Йорке в больнице Lenox Hill Hospital. Была похоронена на кладбище Fairview Cemetery города Канзас, штат Иллинойс. Несмотря на то, что в последние годы жизни художница испытывала сильную боль и истощение от рака, она продолжала писать.
В её честь названы библиотека Alice Baber Memorial Art Library в Ист-Хамптоне, штат Нью-Йорк, и коллекция современного искусства Baber Midwest Modern Art Collection в музее Art Museum of Greater Lafayette Архивная копия от 22 сентября 2019 на Wayback Machine в Индиане. Произведения художницы находятся в музеях и галереях по всему миру, в том числе в США: Музей Соломона Гуггенхейма, Музей американского искусства Уитни, Метрополитен-музей, Нью-Йоркский музей современного искусства, Музей искусств Джорджии и другие. Элис Бабер также широко представлена в частных, корпоративных и университетских коллекциях.

### Личная жизнь
В 1964 году Элис Бабер вышла замуж за художника Пола Дженкинса. Этот брак был временем «художественного роста» для них обоих. В этом же году они отправились в Японию, где собрали большое количество работ азиатского искусства. Супруги развелись в 1970 году.